# Гарчання
Гарчання — вокалізація низького, гортанного звуку, хижими тваринами, що виступає як агресивне попередження інших, але може також зустрічатися і в інших контекстах як грайлива поведінка чи під час спарювання. Різні тварини використовують гарчання як форму спілкування у різноманітних контекстах. Люди також можуть здавати низький шум і буркотіння у зв'язку із небажанням робити щось, сердитим ставленням, хоча цей звук в людей зазвичай має інші назви.
До тварин, що можуть видавати гарчання відносяться такі тварини як коти, ведмеді, собаки, і крокодили. 
Ґррр /ˈɡɹ̩ːː/ є словом ономатопом, що імітує звук гарчання хижих тварин.

## Анатомія гарчання
Гарчання надходить з гортані, що також називають голосовою коробкою, що розташована в верхній частині горла. Вона утворена із хрящових і м'яких тканин, із отвором по центру, що дозволяє проходженню повітря. Подібно тому як люди вчаться говорити, тварини вчаться гарчати за допомогою вібрації своїх голосових зв'язок, що утворюється коли повітря проходить через гортань. Такі тварини як собаки, мають нижчу частоту звуку що пропорційна довжині їх шиї, собака із довшою шиєю видаватиме нижчу частоту звуку.